# 马克·伯恩
馬克·約翰·伯恩(Mark John Bunn) （生於1984年11月16日）是英語專業足球運動員，司職守門員。
出生在倫敦，伯恩開始了他的職業生涯在熱刺青年隊和諾咸頓城足球會青年隊。